# ピアノソナタ第2番 (シマノフスキ)
ピアノソナタ第2番 イ長調 作品21は、カロル・シマノフスキが1911年に作曲したピアノソナタ。

## 概要
この作品は、1911年夏にティモショフカにて完成された。交響曲第2番を完成させた直後だった。1911年12月1日、アルトゥール・ルービンシュタインによって初演され、1912年12月にウィーンのウニヴェルザール出版社より出版された。
完成直後の1911年9月、シマノフスキはポーランドの音楽史家の友人であったズジスワフ・ヤヒメツキに宛てた手紙の中でこう書いている。
交響曲第2番とともに、この時点でのシマノフスキのもっとも野心的な作品であり、彼の「第一期」の最後に位置するピアノ曲と考えられるとともに、のちの『メトープ』や『仮面劇』のような円熟期の音楽語法を先取りする面も持つ。リヒャルト・シュトラウスやレーガーの影響をはっきりと受けており、とくに鍵盤書法やフレーズ・リズムの構造の柔軟さにはレーガーや、その先人であるブラームスと大きな関連がみられる。

## 曲の構成

### 第1楽章
アレグロ・アッサイ（モルト・アパッショナート）。（イ短調） - 変ニ長調 - イ短調 - イ長調、ソナタ形式。全242小節で、演奏時間は8 - 10分。
イ短調と記述されることが多いが、事実上無調的な第1主題は、右手の上昇音型に対して左手は半音階的な下降音型が奏でられる。この主題は何度も拍子を変えながら進行し、第2主題のクアジ・アンダンテに入る。
クアジ・アンダンテでは変ニ長調、4分の2拍子に変わり、より叙情的で新しい主題が現れるが和音的には複雑。
主題が共に再現された後、コーダの最後の部分、239小節目で初めてイ長調の和音が現れてそのままイ長調で完結する。

### 第2楽章
イ長調 - ヘ長調 - 変ロ長調 - イ長調 - ホ長調 - イ長調。演奏時間は17 - 19分。
第2楽章は、主題と8つの変奏、フーガで構成されている。ただし変奏は区切りが無く、特に主題から第2変奏まではイ長調のままなので演奏には楽譜の読み込みが必要。フーガは主題に12音全てが使われ、対位法と音域をフルに生かし、第1楽章の主題も登場する。そして、最低音まで使った熱狂的なクライマックスで締めくくられる。

変奏曲主題

フーガ主題

## 評価
1912年、ベルリンでルービンシュタインの演奏を聴いたゲンリフ・ネイガウスは、ピアニストとしてのルービンシュタインのレベルにも作曲家としてのシマノフスキのレベルにも到達できないと感じ、自殺未遂を起こした。その後、シマノフスキとルービンシュタインは、彼がフィレンツェの病院で無事回復しているのを知った。
このソナタは、音楽的にも技術的にも非常に難しい曲という評価を得ており、第二次世界大戦後は、スヴャトスラフ・リヒテルやマルク＝アンドレ・アムランなどのピアニストのレパートリーにもなっている。